# Wolfgang Schneider (Kunsthistoriker)
Wolfgang Schneider (* 21. März 1938 in Stolp; † 4. April 2003 in Südfrankreich) war ein deutscher Historiker, Gewichtheber und Autor.

## Leben und Wirken
Schneider war der dritte Sohn einer Putzmachermeisterin und eines Versicherungskaufmanns. Nach seinem Abitur 1956 wurde er mehrfacher DDR-Meister und vielfacher Rekordhalter im Gewichtheben. Von 1959 bis 1962 bestritt er eine Journalistenausbildung, von 1962 bis 1966 ein Fernstudium der Geschichte in Berlin, Leipzig und Jena mit Abschluss als Diplom-Historiker. Ab 1967 arbeitete er als freischaffender Journalist und war hauptsächlich für den Auslandspressedienst tätig, ab 1970 freischaffender Schriftsteller. Nach einem Gaststudium der Kunstgeschichte in Weimar 1985 Attestation als Kunstwissenschaftler.
Schneider kam 2003 bei einem Autounfall in Südfrankreich ums Leben.

## Veröffentlichungen
Wolfgang Schneider veröffentlichte über 70 Werke hauptsächlich zu kulturwissenschaftlicher und literaturhistorischer Problematik. Einige Werke erschienen in zehn Sprachen und erreichten insgesamt eine Millionenauflage. Dazu schrieb er mehrere Drehbücher für zahlreiche internationale Ausstellungen, Arbeiten für Funk, Film und Fernsehen.
- Arzt der Kinder. Aus dem Leben Jussuf Ibrahims. 1971
- Berlin – eine Kulturgeschichte in Bildern und Dokumenten. 1980
- Goethe in Weimar. Ein Kapitel deutscher Kulturgeschichte. 1986
- Die neue Spur des Bernsteinzimmers. Tagebuch einer Kunstfahndung. 1994
- Leipzig. Streifzüge durch die Kulturgeschichte. 1995
- Soldaten für Hitler. Das Buch zur ARD Serie. 1998
- Die Waffen-SS. 1999
- Alltag unter Hitler. 2000
- Apokalypse Vietnam. 2000
- Frauen unterm Hakenkreuz. 2001
- Die Enzyklopädie der Faulheit. 2003

## Ehrungen
- 1975 erhielt Schneider den Literatur- und Kunstpreis der Stadt Weimar.